# Comacupes
Comacupes es un género de coleóptero de la familia Passalidae.

## Especies
Las especies de este género son:
- Comacupes basalis
- Comacupes cavicornis
- Comacupes cylindraceus
- Comacupes foveicollis
- Comacupes intermedius
- Comacupes kaupi
- Comacupes masoni
- Comacupes minor
- Comacupes stoliczkae